# 고은아 (1946년)
고은아(한국 한자: 高銀兒, 본명: 이경희, 본명 한자: 李京姬, 1946년 2월 16일~ )는 대한민국의 배우, 사회기관단체인이다.
1965년 홍익대학교 공예과 2학년 재학당시, 정진우 감독에게 발탁되어, 영화 《란의 비가》를 통해 데뷔하였다. 절정의 인기를 누리던 1967년, 합동영화사 사장 곽정환과 결혼하였다.
1967년에는 브라운관에 진출하여 KBS에서 탤런트 활동을 하다 TBC로 옮겨 《사모곡》(1972), 《달래》(1973), 《사미인곡》(1976) 등의 TV드라마에 출연하였다. TV드라마 활동에 전념하면서 영화계와 거리를 두었던 그녀는 1971년 곽정환의 감독데뷔작 《애》에 주연으로 출연하며 영화계에 복귀하여, 1972년 《며느리》로 대종상 여우주연상을 수상하면서 재기에 성공했다. 1977년에는 가장 많은 수입을 올린 배우로 꼽힐 만큼 전성기를 누렸다.
1970년대까지 최고의 인기를 누렸던 그녀는 1979년 영화 《과부》와 TV드라마 《여자의 얼굴, TBC》을 끝으로, 1980년대 들어서는 연예계활동을 접고 기독교인으로 선교활동과 기독교 방송활동에만 전념했다. 1987년에는 고향 부산에 '은아극장'을 차리고 영화사 '은아필름'을 세워 제작일선에 나섬으로써, 합동영화사와 서울극장을 운영하고 있는 남편 곽정환과 함께 부부가 모두 영화사 사장이 되었다. 여자 배우로서는 김지미 다음으로 두번째로 영화사를 차린 것이다. 2012년 제49회 대종상 시상식에서 곽정환-고은아 부부가 한국영화계에 세운 공을 인정받아 공로상을 나란히 수상했다.

## 학력
- 부산여자고등학교 (졸업)
- 홍익대학교 미술대학 미술공예과 (졸업)

## 작품

### 영화
- 1965년 《난의 비가》
- 1965년 《갯마을》
- 1966년 《간첩 작전》
- 1966년 《딸이면 어때》
- 1966년 《물레방아》
- 1966년 《불사조》
- 1966년 《불타는 청춘》
- 1966년 《사랑보다 강한 것》
- 1966년 《산유화》
- 1966년 《소령 강재구》
- 1966년 《소문난 여자》
- 1966년 《순애》
- 1966년 《오늘은 왕》
- 1966년 《5인의 건달》
- 1966년 《종점》
- 1966년 《태양은 다시 뜬다》
- 1966년 《회전의자》
- 1966년 《흑발의 청춘》
- 1966년 《친정 어머니》
- 1967년 《까치 소리》
- 1967년 《가고파》
- 1967년 《고별》
- 1967년 《고향》
- 1967년 《공처가 삼대》
- 1967년 《길을 묻는 여대생》
- 1967년 《남남북녀》
- 1967년 《남매》
- 1967년 《내 몫까지 살아주》
- 1967년 《돌지 않는 풍차》
- 1967년 《비련》
- 1967년 《비서실》
- 1967년 《상처 뿐인 청춘》
- 1967년 《새벽길》
- 1967년 《소복》
- 1967년 《수라문의 혈투》
- 1967년 《악인가》
- 1967년 《안개 낀 초원》
- 1967년 《애인》
- 1967년 《애하》
- 1967년 《연합전선》
- 1967년 《열정》
- 1967년 《제3의 청춘》
- 1967년 《종야》
- 1967년 《청춘극장》
- 1967년 《형수》
- 1967년 《환영》
- 1968년 《귀부인》
- 1968년 《다시 만날 때까지》
- 1968년 《복수》
- 1968년 《비정의 항구》
- 1968년 《사랑했는데》
- 1968년 《어머니는 강하다》
- 1968년 《엄마의 일기》
- 1968년 《순정》
- 1968년 《재혼》
- 1968년 《청등홍등》
- 1968년 《청춘 고백》
- 1968년 《춘풍》
- 1969년 《나도 인간이 되련다》
- 1969년 《남의 속도 모르고》
- 1969년 《남편》
- 1969년 《당신의 뜻이라면》
- 1969년 《독신녀》
- 1969년 《머무르고 싶었던 순간들》
- 1969년 《밤나비》
- 1969년 《사나이 세계》
- 1969년 《성녀와 마녀》
- 1969년 《식모 삼형제》
- 1969년 《애수의 언덕》
- 1969년 《잠바 Q》
- 1969년 《젊은 여인들》
- 1969년 《정과 애》
- 1969년 《하늘을 보고 별을 따고》
- 1969년 《한번 준 마음인데》
- 1970년 《울고 간 여인》
- 1970년 《팔도 검객》
- 1971년 《고백》
- 1971년 《애》
- 1971년 《어느 부부》
- 1971년 《세 남매》
- 1972년 《아름다운 팔도강산》
- 1972년 《며느리》
- 1972년 《쥐띠 부인》
- 1972년 《쥐띠 부인 2》
- 1972년 《장안 명기 오백화》
- 1972년 《인생은 나그네길》
- 1973년 《천사의 메아리》
- 1973년 《야간비행》
- 1973년 《홍의 장군》
- 1974년 《수선화》
- 1974년 《황비》
- 1974년 《황비홍 소림권》
- 1974년 《유관순》
- 1974년 《실록 김두한》
- 1975년 《동거인》
- 1975년 《연화》
- 1975년 《새벽에 온 방문객》
- 1975년 《내일은 진실》
- 1975년 《흑야》
- 1975년 《불꽃》
- 1976년 《캘리포니아 90006》
- 1977년 《저 높은 곳을 향하여》
- 1978년 《어딘가에 엄마가》
- 1978년 《비둘기의 합창》
- 1979년 《맨발의 청춘 77》
- 1979년 《과부》
- 1979년 《영녀》
- 1979년 《율곡과 신사임당》

### 드라마
- 1976년 《꽃사슴》
- 1989년 《제2공화국》 - 육영수

## 제작
- 1994년 《무거운 새》

## 수상
- 1966년 제9회 부일영화상 우수신인상[10] 《갯마을》
- 1966년 제1회 대일영화상 신인여우상[11]
- 1966년 제4회 청룡영화상 인기여우상
- 1972년 제8회 백상예술대상 여자최우수연기상
- 1972년 제11회 대종상 여우주연상
- 1972년 제9회 청룡영화상 인기여우상
- 1972년 제7회 중도영화상 영화부문 여우주연상[12]
- 1972년 TBC 연기대상 특별상[13] 《사모곡》
- 1973년 제9회 백상예술대상 인기상
- 1973년 TBC 탤런트 주연상
- 1973년 제10회 청룡영화상 인기여우상
- 1974년 제20회 아시아영화제 주연상[14] 《수선화》
- 1974년 제10회 백상예술대상 인기상
- 1978년 제17회 대종상 여우주연상
- 2012년 제49회 대종상 영화발전공로상
- 2013년 제14회 올해의 여성영화인상 공로상